# Dzwonkówka wiosenna

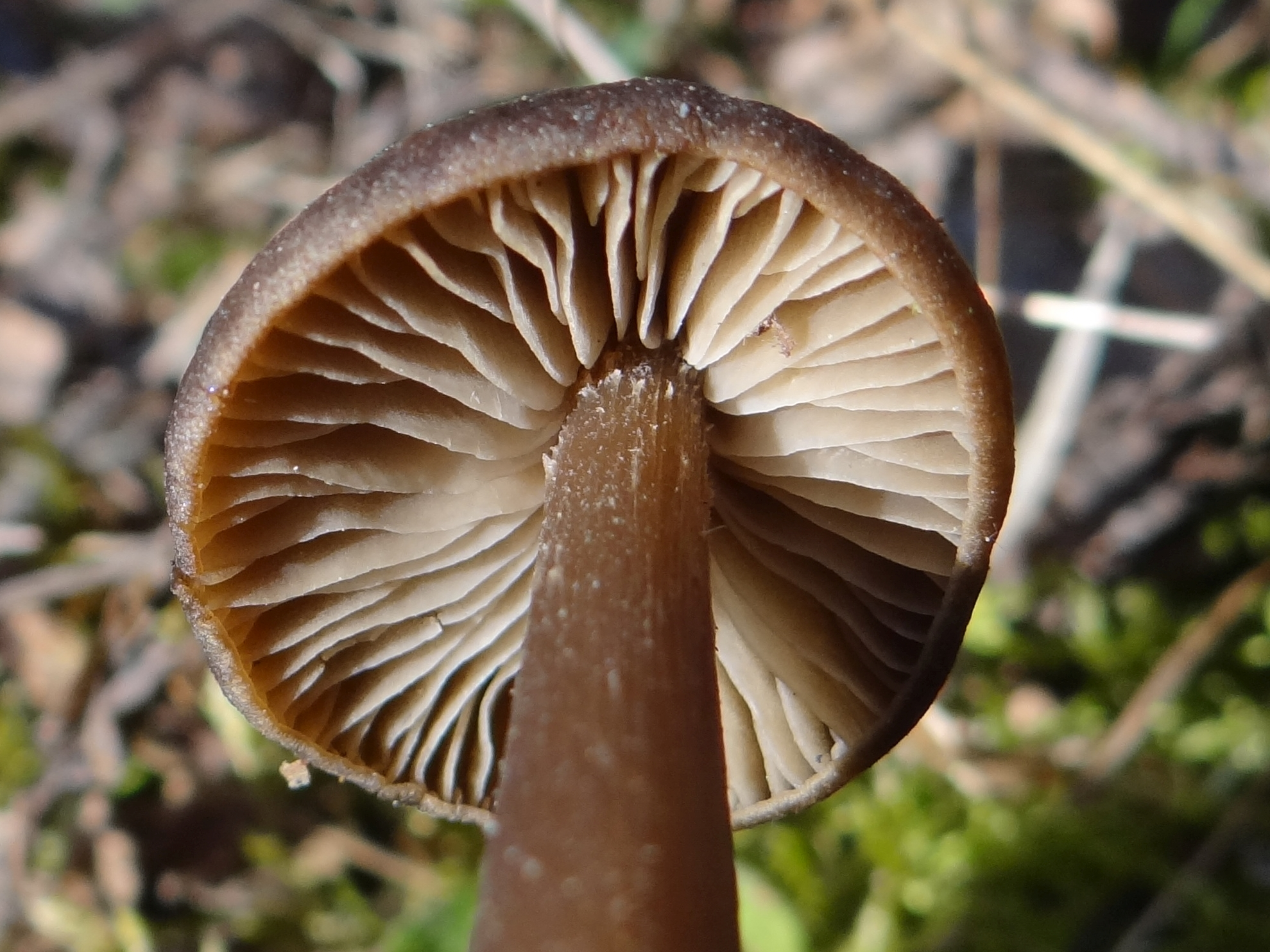

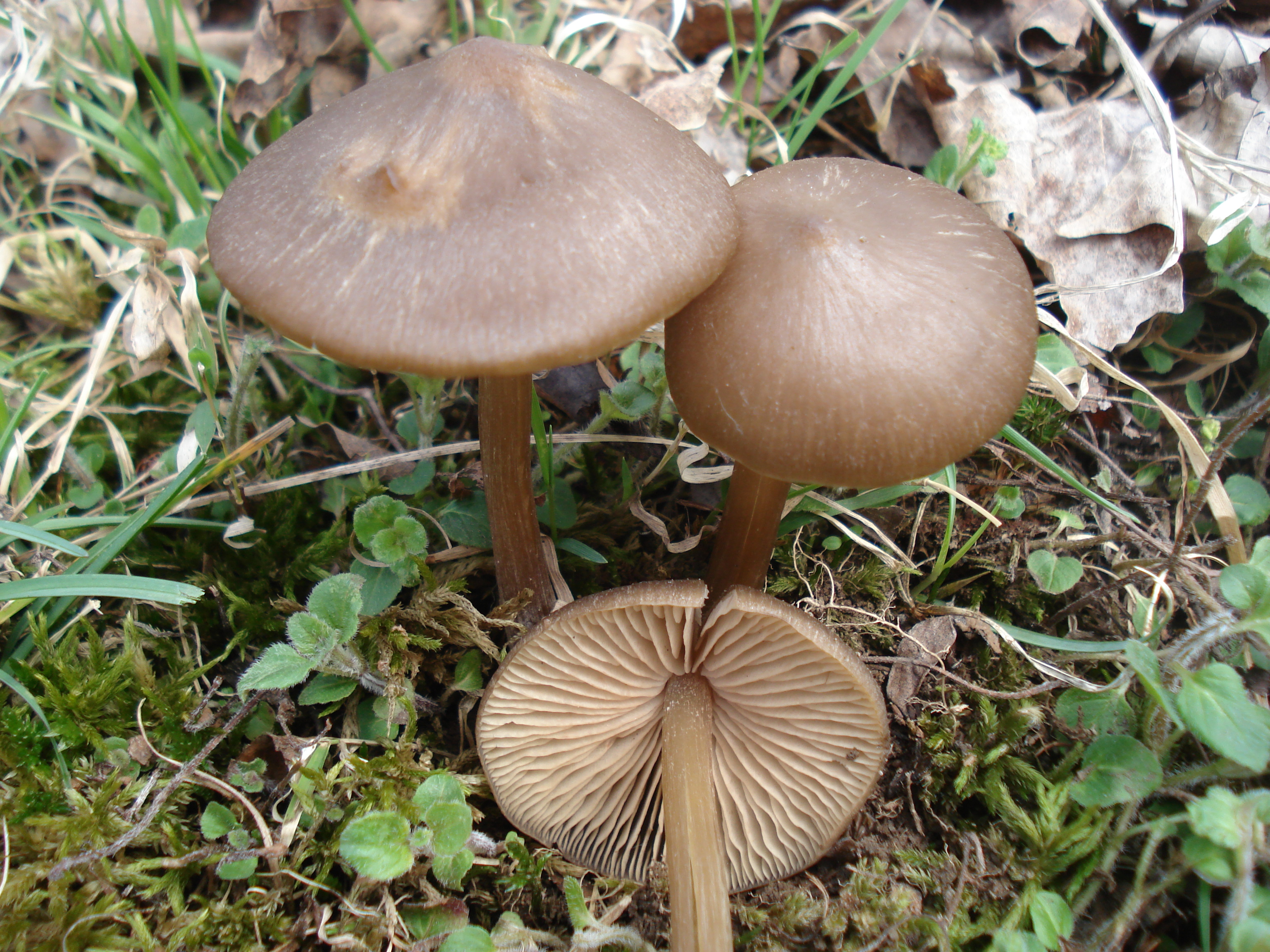

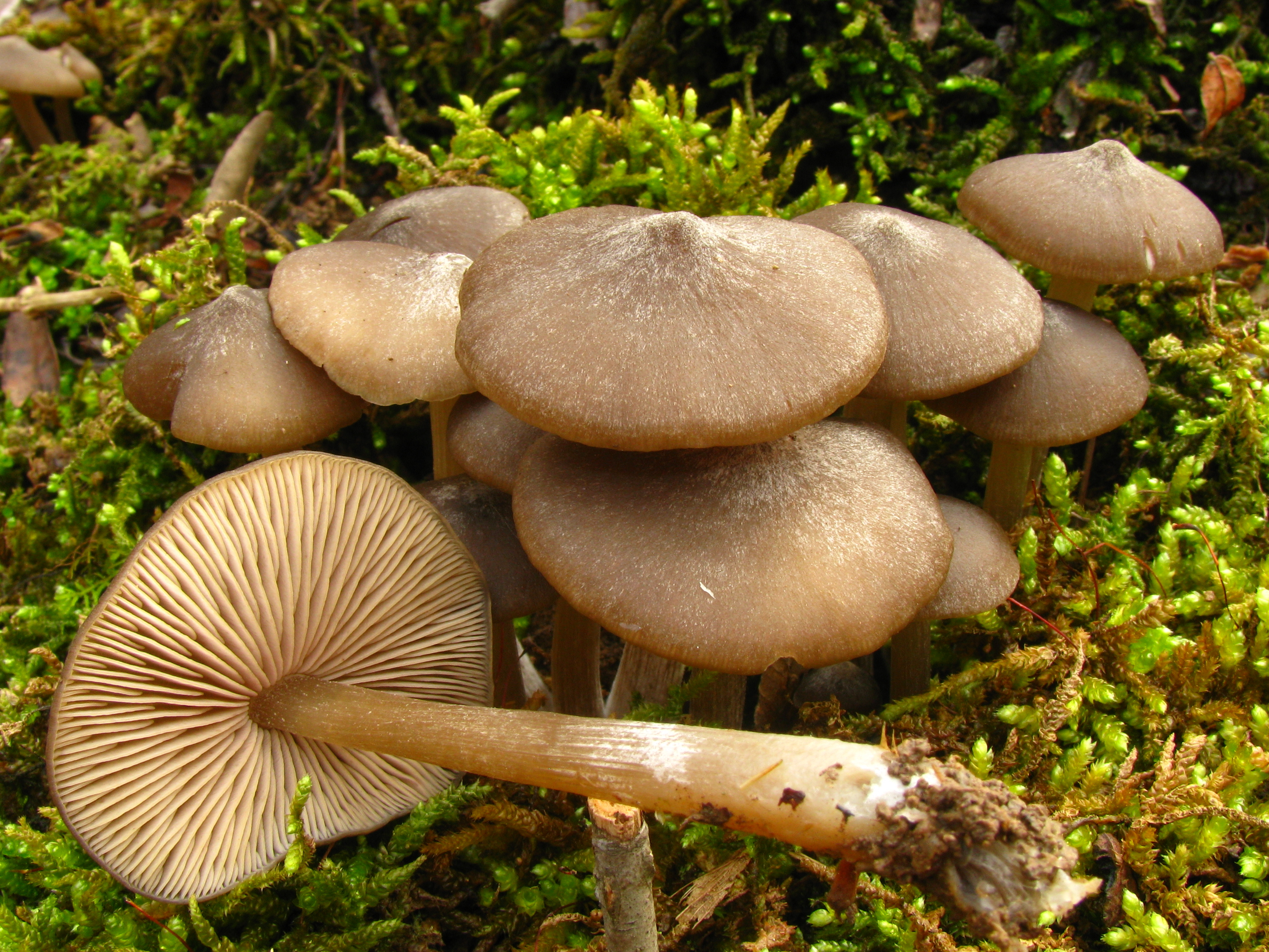

Dzwonkówka wiosenna (Entoloma vernum S. Lundell) – gatunek grzybów z rodziny dzwonkówkowatych (Entolomataceae).

## Systematyka i nazewnictwo
Pozycja w klasyfikacji: Entolomataceae, Agaricales, Agaricomycetidae, Agaricomycetes, Agaricomycotina, Basidiomycota, Fungi według Index Fungorum.
Nazwę polską podał Władysław Wojewoda w 2003 r. W niektórych atlasach grzybów gatunek ten opisywany był jako wieruszka wiosenna. Synonimy naukowe:

- Entoloma cucullatum (J. Favre) Bon & Courtec. 1987
- Entoloma cucullatum (J. Favre) Cetto 1987
- Entoloma cucullatum (J. Favre) M.M. Moser 1986
- Nolanea cucullata (J. Favre) P.D. Orton 1960
- Nolanea verna (S. Lundell) Kotl. & Pouzar 1972
- Nolanea verna var. isodiametrica Largent 1994
- Nolanea verna (S. Lundell) Kotl. & Pouzar 1972 var. verna
- Rhodophyllus cucullatus J. Favre 1955
- Rhodophyllus vernus (S. Lundell) Romagn. 1947

## Morfologia
Kapelusz
Średnica 2–5 cm. U młodych okazów ma kształt stożkowaty lub dzwonkowaty z niedużym czubkiem, z czasem staje się dzwonkowato-wupukły, na koniec spłaszczony z garbkiem. Brzeg ostry, za młodu podwinięty, później wyprostowany, zazwyczaj gładki, czasami tylko prążkowany od prześwitujących blaszek. Powierzchnia gładka, jej podstawowym kolorem jest ciemnobrązowy, ale jest silnie higrofaniczna. Podczas wilgotnej pogody ma kolor od oliwkowobrązowego do brązowoczarnego, w czasie suchej jest jasnobrunatna i jedwabiście błyszcząca.
Blaszki
Rzadkie, o szerokości 4–5 mm i różnej długości. U młodych okazów ostrze równe, u starszych karbowane i poszarpane. Przyrośnięte wąsko, przy trzonie zaokrąglone. Barwa bladoszara, z wiekiem coraz ciemniejsza. U dojrzałych owocników blaszki nabierają różowego odcienia.
Trzon
Długość 3–6 cm, grubość 3–8 mm. Jest kruchy, pusty w środku, powyginany, czasami spłaszczony. Powierzchnia gładka, tej samej barwy co kapelusz. Podstawa obrośnięta białawą grzybnią.
Cechy mikroskopowe;
W hymenium brak cystyd, w strzępkach brak sprzążek, są one natomiast inkrustowane pigmentem. Wysyp zarodników różowy. Zarodniki gładkie, bezbarwne, w kształcie wieloboczne i kanciaste (5–6 boczne). Mają rozmiar 8–11 × 5–8 µm. W środku posiadają jedną kroplę tłuszczu.
Gatunki podobne
Jest kilka gatunków dzwonkówek o brązowych kapeluszach. Najbardziej podobne są:
- dzwonkówka tarczowata (Entoloma clypeatum), która jest większa i ma miąższ o zapachu mąki,
- dzwonkówka jedwabista (Entoloma sericeum), wytwarzająca owocniki jesienią[6].

## Występowanie i siedlisko
Stwierdzono występowanie tego gatunku w Europie oraz w USA. W Polsce jest pospolity.
Rośnie na ziemi po kilka sztuk lub w większych skupiskach w różnego rodzaju lasach, zaroślach, parkach, na obrzeżach dróg. Owocniki wytwarza od kwietnia do maja.

## Znaczenie
Nie tworzy mykoryzy z drzewami. Grzyb trujący (7 grupa zatruć). Pierwsze objawy zatrucia występują po upływie 1/2–3 godzin od spożycia. Są to zatrucia gastrotoksyczne. Objawiają się mdłościami, wymiotami, biegunką. Trwają kilka dni.